# همه‌پرسی بلغارستان (۲۰۱۶)
همه‌پرسی بلغارستان با سه پرسش در ۶ نوامبر ۲۰۱۶ برابر با ۱۶ آبان ۱۳۹۵ همراه با انتخابات ریاست‌جمهوری در این کشور برگزار شد. در این همه‌پرسی از مردم پرسیده شده بود: آیا موافق هستند حمایت مالی از احزاب سیاسی هر سال یک لِو به ازای هر یک رأیی باشد که حزب مذکور در انتخابات پیشین بدست آورده؟ آیا موافق با اجباری شدن رأی‌دهی در انتخابات‌ها و همه‌پرسی‌ها هستند؟ و آیا موافق تغییر نظام انتخابی مجلس ملی این کشور به نظام دومرحله‌ای هستند؟ اعتبارِ این همه‌پرسی به شرطی بود که شمارِ رأی‌دهندگان شرکت‌کننده برابر یا بالاتر از شمار شرکت‌کنندگان در انتخابات پارلمانی ۲۰۱۴ باشد.
هر سه پیشنهاد با استقبال رأی‌دهندگان مواجه شد. با این حال مشارکت کمی پایین بود و از آنجا که کمی بیش از ۲۰٪ شرکت کرده بودند، نتایج آن الزام‌آور نشدند. مجلس ملی این کشور همچنان روی این پیشنهادها گفتگو خواهد کرد.

## نتایج
| پرسش                        | موافقان   | موافقان | مخالفان | مخالفان | هیچ‌کدام | هیچ‌کدام | باطله/سفید | مجموع آرا | رأی‌دهندگان نام‌نویسی‌شده | مشارکت |
| پرسش                        | آرا       | ٪       | آرا     | ٪       | آرا     | ٪       | باطله/سفید | مجموع آرا | رأی‌دهندگان نام‌نویسی‌شده | مشارکت |
| --------------------------- | --------- | ------- | ------- | ------- | ------- | ------- | ---------- | --------- | ---------------------- | ------ |
| انتخابات پارلمانی دومرحله‌ای | ۲٬۵۰۹٬۳۴۰ | ۷۳٫۷۹   | ۵۶۰٬۲۶۱ | ۱۶٫۴۸   | ۳۳۰٬۸۹۴ | ۹٫۷۳    | ۸۷٬۷۶۳     | ۳٬۴۰۰٬۴۹۵ |                        |        |
| رأی‌دهی اجباری               | ۲٬۱۵۸٬۹۸۱ | ۶۳٫۴۸   | ۹۰۵٬۶۸۹ | ۲۶٫۶۳   | ۳۳۶٬۱۷۲ | ۹٫۸۸    | ۸۷٬۷۶۳     | ۳٬۴۰۰٬۸۴۲ |                        |        |
| کمک مالی به احزاب           | ۲٬۵۱۶٬۸۹۳ | ۷۴٫۰۲   | ۵۲۳٬۷۵۵ | ۱۵٫۴۰   | ۳۵۹٬۷۴۳ | ۱۰٫۵۸   | ۸۷٬۷۶۳     | ۳٬۴۰۰٬۳۹۱ |                        |        |
| منبع: CIK                   |           |         |         |         |         |         |            |           |                        |        |